# Eucereon varia
Eucereon varia är en fjärilsart som beskrevs av Walker 1854. Eucereon varia ingår i släktet Eucereon och familjen björnspinnare. Inga underarter finns listade i Catalogue of Life.